# 5º Reggimento artiglieria terrestre "Superga"
Il 5º Reggimento Artiglieria Terrestre "Superga" è un reggimento di artiglieria dell'Esercito Italiano, con sede a Portogruaro presso la Caserma Luciano Capitò. Dipende direttamente dal Comando artiglieria dell'Esercito Italiano.

## Origini e vicende organiche
Il 5º Reggimento artiglieria terrestre "Superga" è il successore dell’unico reggimento di artiglieria da campagna organizzato il 1º gennaio 1851 in base al Regio decreto 1º ottobre 1850 e formato da tutte le batterie dell’antico Corpo Reale di Artiglieria (costituito nel 1774 per trasformazione del Reale Reggimento di Artiglieria creato nel 1743): 3 batterie a cavallo, 10 da battaglia e 4 da posizione. In virtù dello stesso decreto venne sciolta la 3ª Batteria a cavallo e con parte di essa fu formata la 11ª Batteria da battaglia, le 4 batterie da posizione si trasformarono nelle 12ª, 13ª, 14ª e 15ª Batteria da battaglia; con la 13ª e 14ª Compagnia da piazza si formarono la 16ª e la 17ª Batteria da battaglia e con il personale tolto principalmente dalle batterie a cavallo si formò la 18ª Batteria da battaglia, quindi il reggimento si trovò formato da 20 batterie di cui 2 a cavallo e 18 da battaglia. Con lo stesso regio decreto il Corpo Reale di Artiglieria fu costituito da uno Stato Maggiore e tre reggimenti, uno operai (artisti, bombardieri e pontieri), uno da piazza ed il terzo da campagna e fu sciolto il Consiglio Superiore di Artiglieria.
L'uso dell'artiglieria sino al 1850 si basava essenzialmente sul livello di Batteria ed il livello ordinativo di Brigata ove si intendeva formata da due Batterie. Va sottolineato che le batterie a cavallo (3 nella campagna 1848) ridotte a 2 ed organizzate in una Brigata erano quelle costituite con le regie patenti nel 1831 da Alfonso La Marmora ed inquadrate nel Corpo Reale di Artiglieria e quindi confluite nell'allora Reggimento di artiglieria da campagna poi 5º Reggimento di artiglieria. La tradizione storica di tali batterie, pertanto, si innesta nel 5º Reggimento di artiglieria da campagna in cui operano dal 1850 al 1871, anno in cui vengono sciolte. 
Lo scioglimento fu proposto dal Ministro della guerra Cesare Francesco Ricotti Magnani con il Regio decreto 15 ottobre 1871, in quanto due batterie a cavallo non erano sufficienti ed incrementarne il numero, e non era economicamente sostenibile e soprattutto a seguito dell'introduzione del nuovo materiare di artiglieria:  "Quindi è che, per la considerazione ancora che colla prossima adozione di un nuovo materiale da campagna più leggiero, le batterie di battaglia saranno per raggiungere una mobilità tale da poter seguire i movimenti combinati colla cavalleria, ritiene il riferente che non si avrà a deplorare la mancanza di batterie a cavallo". Le batterie verranno poi ricostituite nel 1884 nell'8º Reggimento artiglieria da campagna e poi unite a livello reggimento con il regio decreto 23 giugno 1887.
Le batterie di formazione anteriori al 1851 fecero la campagna del 1849, le due a cavallo e quelle da battaglia dalla 1ª alla 15ª fecero (tranne la 4ª) quella del 1848.
Nella campagna del 1849 la 3ª a cavallo, la 2ª e la 5ª da battaglia fecero parte della Divisione comandata da Alfonso La Marmora. La 10ª Batteria da battaglia era formata con il personale della Mezza batteria Modenese che fece la campagna del 1848 con le truppe Modenesi e solo dopo la battaglia di Novara (23 marzo 1849) prese il nome di 10ª Batteria da battaglia. Per le due campagne del 1848-49 tutte le batterie, senza distinzione tra quelle di formazione prima del marzo 1848 o dopo tale data, meritarono l’ammirazione dell’intero Esercito e la Bandiera del Corpo fu insignita della Medaglia d’oro al valor militare. Le batterie presero parte alternativamente a tutti i fatti d’arme delle campagne 1848-49 ed all’assedio di Peschiera.

### Spedizione in Crimea
Nel 1855 le batterie 1ª, 4ª, 7ª, 10ª, 13ª e 16ª, al comando del Colonnello Leopoldo Valfrè di Bonzo partirono per la Crimea con un organico di 180 uomini e 180 cavalli. Per approntare le batterie ed il comando artiglieria del corpo di spedizione fu utilizzato, comunque, tutto il reggimento e le batterie rimaste in patria furono completate con la chiamata alle armi delle classi 1828-29. Il corpo di spedizione ricevette le bandiere il 14 aprile 1855 e imbarcato da Genova salpò per la Crimea il 29 aprile. L'8 maggio 1855 i primi 4000 uomini sbarcarono col generale La Marmora a Balaclava. Le malattie colpirono più dei combattimenti, ben 143 artiglieri delle batterie non rivedettero la patria e con loro il capitano Asinari di San Marzano, addetto dello Stato Maggiore. Nei fatti d'armi in cui i piemontesi combatterono con gli alleati l'artiglieria dimostrò lo stesso valore e la stessa istruzione di cui aveva già dato splendide prove nelle campagne 1848-1849. Alla battaglia della Cernaia (16 agosto 1855) l'artiglieria sarda, coadiuvata da quella ottomana, riuscì ad occupare tali posizioni da riuscire a controbattere con grande efficacia le numerose e poderoso batterie russe. Tutte le batterie piemontesi si distinsero in questa giornata e specialmente la 7ª di battaglia. Il 16 aprile 1856 le truppe del corpo di spedizione si imbarcano per il rimpatrio. I reparti rientrarono in Italia nel giugno del 1856.

Nel febbraio del 1859 le batterie furono portate sul piede di guerra e si aggiunsero 3 batterie di deposito. Tutte le batterie del reggimento fecero la campagna del 1859 (Montebello, Palestro, Magenta, San Martino, Peschiera) e presero parte alternativamente a tutti i fatti d’arme, per la loro splendida condotta la Bandiera del Corpo Reale d’Artiglieria fu insignita della Medaglia d’oro al valor militare.

Con il regio decreto del 7 ottobre 1859 si formò un secondo reggimento di artiglieria da campagna e l’unico reggimento di artiglieria prese il nome di 1º Reggimento artiglieria da campagna. Le due batterie a cavallo e la 1ª, 2ª, 3ª, 7ª, 8ª, 9ª, 13ª, 14ª e 15ª da battaglia rimasero al 1º Reggimento artiglieria da campagna, la 4ª, 5ª, 6ª, 10ª, 11ª, 12ª, 16ª, 17ª e 18ª da battaglia passarono al 2º Reggimento artiglieria da campagna e le ultime 3 presero il nome di 13ª, 14ª e 15ª Batteria da battaglia. Con gli uomini tolti alle batteria attive ed a quelle di deposito, con i lombardi provenienti dell’artiglieria austriaca e con alcuni uomini di cavalleria, furono formate 12 batterie che completarono il 1º Reggimento che risultò composto da uno Stato Maggiore, 2 batterie a cavallo, 15 da battaglia, 2 di deposito. Le batterie ebbero 118 cavalli.
L'ordinamento emanato con il regio decreto 17 giugno 1860 prevedeva una nuova struttura dell'Arma (un reggimento operai, tre reggimenti da piazza e quattro reggimenti da campagna, con numerazione progressiva). Con il Regolamento del 21 giugno 1860 furono formati 4 reggimenti di artiglieria, il primo prese il nome di 5º Reggimento artiglieria da campagna, conservando le due batterie a cavallo, dalla 1ª alla 6ª batteria da battaglia e la 1ª Deposito incorporando la 1ª e 2ª batteria toscana che presero la numerazione 7ª e 8ª, e la 1ª e 2ª dell’Emilia che presero il numero 9ª e 10ª batteria da battaglia. Le batterie a cavallo mantenendo la loro numerazione formarono la Brigata a cavallo, mentre le altre batterie furono organizzate in 5 Brigate formate da due batterie ciascuna numerate dalla 1ª alla 5ª. Dalla 7ª alla 15ª batteria da battaglia e la 2ª deposito passarono al 7º Reggimento artiglieria da campagna, parimenti fece il 2º Reggimento che assunta la numerazione di 6°, e generò l’8º Reggimento artiglieria da campagna. Il 5º Reggimento fu così costituito da 2 batterie a cavallo, 10 batterie da battaglia ed una deposito. Con questo decreto cessò di esistere il Real Corpo di Artiglieria e l'Arma fu così costituita da: un Comitato di Artiglieria, uno Stato Maggiore per il servizio dei comandi di artiglieria territoriali e direzioni di stabilimenti, 8 reggimenti, dei quali uno operai (1º), tre da piazza (2º, 3º, 4º) e quattro da campagna (5º, 6º, 7º, 8º) e si costituì il 9º Reggimento pontieri. Nel medesimo anno si rigarono i cannoni da 16 e 8 libbre.
Con il regio decreto 24 maggio 1860 l’organico del reggimento fu incrementato di 4 batterie da battaglia che assunsero la numerazione di 11ª, 12ª, 13ª e 14ª, le ultime due furono formate solo il 1º gennaio 1862, ed una batteria deposito (2ª). Le Batteria da battaglia 1ª, 2ª, 3ª, 4ª, 5ª, 6ª, 9ª e 10ª presero parte alla campagna del 1860 e 1861 (presa di Pesaro e Fano, battaglia di Castelfidardo, assedio di Ancona, fatti d’arme di Macerone, San Giuliano, Garigliano e l'assedio di Gaeta), la 2ª Batteria da battaglia fu menzionata per la sua condotta nella battaglia di Castelfidardo, meritando alla bandiera del reggimento la prima Medaglia di bronzo al valor militare. Durante gli anni dal 1860 al 1862 furono assegnati al reggimento circa 500 persone provenienti dall’artiglieria dell’Esercito napoletano.

A seguito del regio decreto 8 marzo 1863 venne ordinata la formazione di un nuovo reggimento di artiglieria il 10º, e il 5º cedette le sue 8ª, 9ª e 16ª batterie da battaglia che non furono rimpiazzate, e il 5º rimase strutturato su uno Stato Maggiore, 2 batterie a cavallo, 13 batterie da battaglia ed 1 deposito. Si costituì una nuova Batteria da battaglia (8ª), lo stesso anno si adottarono i nuovo cannoni da 12 BR e 9 BR da campagna. Con il regio decreto 18 dicembre 1864 il reggimento operai fu sciolto e le batterie divennero autonome e addette ai vari stabilimenti di fabbricazione. Il reggimento pontieri si chiamo 1º ed il 10º reggimento di ultima costituzione divenne 9º reggimento artiglieria da campagna.

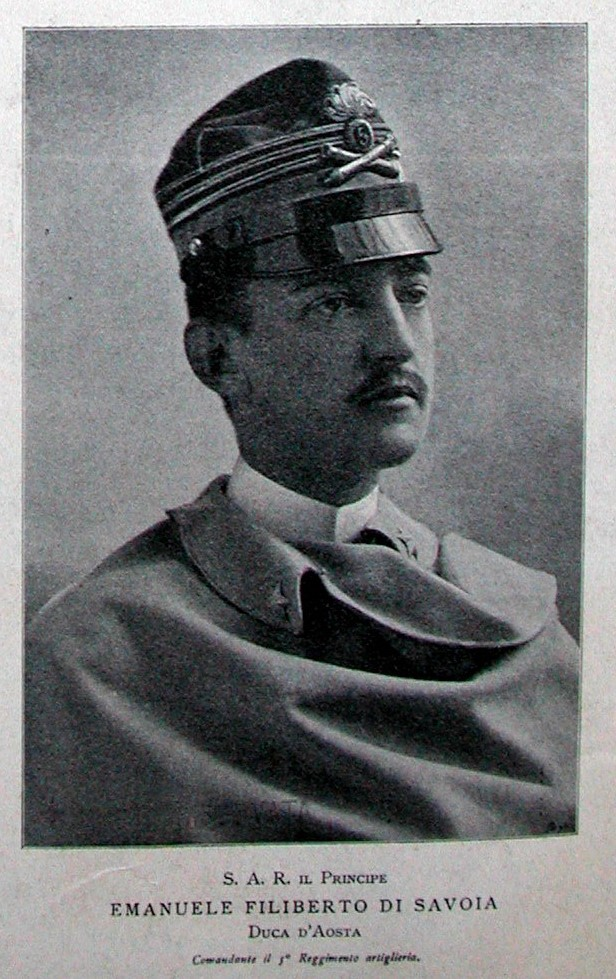
SAR Emanuele Filiberto di Savoia Aosta Comandante del 5º reggimento artiglieria da campagna 1895

Con il regio decreto 7 giugno 1866 fu ordinata la costituzione dal 1º luglio di 4 batterie da battaglia (15ª, 16ª, 17ª, 18ª). Tutte le batterie, a parte queste ultime, presero parte alla campagna del 1866, alla battaglia di Custoza, alla presa del forte di Ampolla ed ai fatti d’arme del Tirolo. Il regio decreto del 29 novembre 1866 sciolse la 18ª batteria da battaglia. Il regio decreto del 13 dicembre 1866 sciolse le due batterie deposito e la 15ª, 16ª, 17ª batteria da battaglia. Il regio decreto del 4 settembre 1870 ordinò la formazione di un'altra batteria deposito (2ª).
Il regio decreto del 13 novembre 1870 ai 9 reggimenti, già divisi per specialità di servizio, sostituì 11 reggimenti, il primo dei quali continua ad essere il reggimento Pontieri, i 5 reggimenti da campagna e i 3 da Fortezza divennero misti e si formarono due nuovi reggimenti misti (10° e 11°). Con lo stesso regio decreto del 13 novembre 1870 cambiò denominazione in 5º Reggimento artiglieria, a seguito della riorganizzazione dell’Arma e risultò formato da: uno Stato Maggiore, 2 batterie a cavallo, 6 batterie da battaglia e 5 batterie da piazza, per virtù di tale decreto la 1ª, 6ª e 12ª batteria da battaglia passarono 4º reggimento artiglieria e la 3ª, 5ª e 14ª al 11º reggimento artiglieria.
Con regio decreto 15 ottobre 1871 la 5ª compagnia da piazza si trasformò in batteria da battaglia assieme alle due batterie a cavallo che furono trasformate in campali, quindi il 30 settembre 1873 si trasferirono quattro batterie campali da piazza all'11º reggimento da fortezza, di nuova formazione, ed assunse nuovamente la fisionomia "da campagna" ma solamente dal 29 giugno 1882 prese il nome di 5º Reggimento artiglieria da campagna.
Il regio decreto 30 settembre 1873 divise le due specialità di servizio: il 1º reggimento Pontieri passò al Genio e si formarono i nuovi reggimenti da fortezza (11º, 12º, 13º e 14º), l’11º reggimento venne rinominato 1º e ciascuno dei 10 reggimenti di artiglieria da campagna rimase composto da uno Stato Maggiore, 1 battaglione deposito, 10 batterie campali, 3 compagnie treno su 4 Brigate, una delle quali treno. Nello stesso anno fu adottato il cannone da 7 BR. ret. (calibro 7 cm, canna in Bronzo a retrocarica) da campagna. Il regio decreto 10 luglio 1877 costituì una compagnia treno di milizia mobile. Le batterie 3ª, 6ª, 9ª e 10ª ricevettero il materiale da 9 ARC ret. (calibro 9 cm, Canna Acciaio Rigata Cerchiata a retrocarica). Nel 1880 fu adottato il cannone da 9 BR e un nuovo cannone da 7 BR ret. da campagna.
Con il regio decreto del 9 dicembre 1882 si costituirono per ogni reggimento 2 nuove batterie (11ª e 12ª) che passarono a formare i due nuovi reggimenti (11° e 12°). I reggimenti 11° e 12° già da Fortezza furono rinominati in 15° e 16°. Con regio decreto del 1 novembre 1887 si costituirono 4 nuove batterie (11ª, 12ª, 13ª, 14ª).
Il regio decreto 27 agosto 1888 ordinò lo sdoppiamento dei reggimenti da campagna, le Batterie 3ª, 6ª, 9ª, 10ª, 11ª, 12ª, 13ª e 14ª, e la terza compagnia treno del 5º reggimento il 31 ottobre 1888 costituirono il 17º Reggimento di artiglieria da campagna. Il 5º Reggimento rimase perciò composto da: uno Stato Maggiore, 8 batterie (quattro da 7 e quattro da 9), 2 compagnie treno, 1 deposito e due batterie d’istruzione. I reggimenti di artiglieria da campagna divennero così 24 numerati da 1 a 24. L’artiglieria da fortezza fu costituita su 2 reggimenti (25° e 26°) e l’artiglieria da Fortezza (da Costa) su 3 reggimenti (27°, 28° e 29°), questo medesimo decreto istituì il Reggimento di artiglieria a cavallo ed il Reggimento di artiglieria da montagna.
Il Dispaccio ministeriale del 21 marzo 1891 ordinò che le batterie 3ª, 7ª, e 9ª si trasformassero in Batteria da montagna, costituita esclusivamente con personale del distretto di Pinerolo, senza togliere a queste batterie il loro carattere spiccatamente da campagna.
La disposizione ministeriale del 29 gennaio 1895 ordinò che le batterie trasformabili (3ª, 4ª, 5ª, 6ª, 7ª, 8ª) si trasformassero alla data del 1º marzo 1895 in Batterie da montagna e passassero a far parte del Reggimento da montagna. Contemporaneamente le batterie 4ª del 12º reggimento, la 5ª del 2º reggimento, la 6ª del 6º reggimento, la 7ª del 9º reggimento e l’8ª dell'11º reggimento furono trasferite al 5º reggimento il quale così rimase formato su 7 batterie.
Nel 1900 divenne ministro della Guerra il generale Coriolano Ponza di San Martino, già ufficiale del 5º Reggimento d'artiglieria con il quale, da capitano, aveva preso parte alla Terza guerra d'indipendenza guadagnandosi la medaglia d'argento al Valor Militare nella Battaglia di Custoza.
Nel 1911 fu approntato un Comando di reggimento per le operazioni in Tripolitania (5º Reggimento artiglieria da campagna speciale), un Comando di Gruppo (da 75 mod. 1906 della IV Divisione) e inviate la 2ª e la 6ª batteria. Il personale rientrò nel gennaio del 1913. Il 1º marzo 1912 il II gruppo (4ª e 3ª batteria da battaglia) fu ceduto al 25º reggimento artiglieria da campagna di nuova formazione e nel mese successivo il reggimento concorse alla costituzione del 1º reggimento artiglieria pesante campale.

### Prima guerra mondiale
Alla vigilia della prima guerra mondiale, il 5º reggimento risultò ordinato su: comando, due gruppi da 75/911 e uno da 75/906. Durante il conflitto il deposito reggimentale formò e mobilitò il comando del 41º reggimento artiglieria campale; il 3º, 4º e 18º raggruppamento artiglieria pesante campale; il XVI, XX, XXIII, XXV e CI gruppi obici pesanti campali; concorse anche, nel 1917, alla costituzione del 56º reggimento artiglieria campale.
Con l'ordinamento dell'11 marzo 1926, il Reggimento inquadrò quattro gruppi, uno dei quali someggiato, e un deposito. Il 1º febbraio 1931 il III gruppo da 75/27 ippotrainato venne trasformato in gruppo da 75/13 someggiato. Il 1º ottobre 1932 il 1º gruppo venne trasformato, in via sperimentale, da ippotrainato a motorizzato. Nell'ottobre 1934 assunse la denominazione di 5º Reggimento artiglieria di Divisione di fanteria che mutò poi in 5º Reggimento artiglieria "Superga" nel gennaio 1935. L'11 ottobre 1934 cedette il gruppo da 100/17 motorizzato al 1º reggimento artiglieria di Corpo d'Armata, e nell'ambito del reggimento venne ricostituito un gruppo da 100/17 ippotrainato.

### Seconda guerra mondiale
All'inizio delle ostilità, il 10 giugno 1940, il 5º Reggimento era già inquadrato nella Divisione di Fanteria "Superga" (lª), unitamente ai Reggimenti 91º e 92º di Fanteria. Il 5º Reggimento artiglieria Superga (5º Reggimento Artiglieria Fronte Sud) è alle dipendenze del Comando Sotto Settore Operativo Bardonecchia (divisione Fanteria Superga - I Corpo d'Armata - IV Armata) ed è costituito dalle seguenti gruppi e batterie: I gruppo da 100/17 (1ª - 2ª - 3ª batteria) (Castelfidardo) ( Il gruppo [4ª - 5ª - 6ª batteria ] da 75/13 del Reggimento è alle dipendenze Tattiche del 19º raggruppamento artiglieria Guardia Alla Frontiera fronte nord) (Gruppo Cernaia).
III gruppo da 75/13 (7ª- 8ª- 9ª batteria) (Rocca d'Ampola), 10ª batteria cannoni mitragliere da 20 mm
XLVI gruppo Artiglieria Guardia Alla Frontiera (GAF) (58ª batteria da 100/17 - 79ª batteria da 100/17 - 612ª batteria da 75/27).
LXXXII gruppo del I AA da 210mm (204ª - 205ª - 206ª batteria)
LXXXIX gruppo artiglieria GAF ( 77ª batteria da 100/17 - 516ª batteria da 120/21 - 605ª batteria da 75/27).
Il 14 giugno 1940 il capitano Gian Paolo Gamerra è trasferito dalla Regia Accademia di Artiglieria e Genio alla 8ª batteria come comandante. 
Il 21 gennaio 1941 cedette al 59º reggimento il gruppo da 75/13 ricevendo dallo stesso un gruppo da 75/27. Trasformato in reggimento motorizzato, dal 31 maggio 1942 inquadrò due gruppi da 75/18 mod. 35 ed una batteria controaerea da 20 mm, ai quali si aggiunse nel gennaio 1943 il LXV gruppo da 100/17 T. M. Il 13 maggio 1943 il Reggimento venne sciolto in Tunisia, per gli eventi bellici a seguito dell'armistizio.
Il 3º gruppo fu dislocato in Jugoslavia nel 1942, oltre alla 3ª batteria comandata dal capitano Gamerra.
Il IV gruppo da 100/17 T. M., costituito dal deposito del reggimento, nel giugno 1943 fu trasferito in Toscana e dal 1º luglio fu alle temporanee dipendenze del comando del 156º reggimento artiglieria, dislocato nei pressi di Firenze a disposizione del comando della 5ª Armata. Il 9 settembre successivo il gruppo si batté strenuamente contro reparti corazzati tedeschi a Stagno, presso Livorno, e il comandante di gruppo, il maggiore Gian Paolo Gamerra cadde in combattimento, ricevendo M.O.V.M. alla memoria.

### Dal 1947 ad oggi
La ricostituzione del Reggimento avvenne il 1º gennaio 1947 ad Albenga, con il nome di 5º Reggimento artiglieria da campagna, strutturato su: comando, reparto comando, tre gruppi da 88/27, due provenienti dal 155º Reggimento artiglieria da campagna, ed uno quadro che fu vitalizzato nel corso del 1948. Fu assegnato alla Divisione "Mantova" e trasferita la sede a Palmanova. Il 1º settembre 1951 ricevette un gruppo controaerei 1° da 40/56 dal 4º reggimento artiglieria controaerea e fu sciolto il III gruppo da 88/27. Nel luglio 1952 il I gruppo fu armato con materiale da 155/23 ed a novembre il II gruppo prese il materiale da 105/22. Dal 1º marzo 1954 l'organico del 5º reggimento comprendeva: comando, reparto comando, tre gruppi da 105/22, IV gruppo da 155/23, V gruppo controaerei 1. da 40/56 (sciolto poi il 30 giugno 1965). L'organico fu completato dal 1º gennaio 1956 da una Sezione Aerei Leggeri (SAL) che diventò poi Reparto (RAL) nel 1957 e lasciò il reggimento il 31 dicembre 1962.
Con la ristrutturazione dell'Esercito che ebbe luogo nel 1975, il 20 settembre fu sciolto il I gruppo; il 1º novembre il IV gruppo divenne autonomo (prendendo il nome di 28º gruppo artiglieria da campagna "Livorno" e trasferito alla Brigata meccanizzata "Isonzo"). Il 31 dicembre 1975 il 5º reggimento artiglieria fu sciolto dando origine al Comando Artiglieria Divisionale, a due gruppi artiglieria pesante campale semoventi (5° e 155°), al gruppo speciale artiglieria "Mantova". In tale contesto, il 1º gennaio 1976 prese vita, in Udine, il 5º gruppo artiglieria pesante campale semovente "Superga", con i quadri del disciolto II gruppo ed i nuovi materiali da 155/23 su scafo smv. M. 109G, su tre batterie, quale unità di supporto della Divisione meccanizzata "Mantova". Il 1º ottobre 1981, con l'acquisizione dell'obice da 155/39 - FH/70, l'unità prese il nome di 5º gruppo artiglieria pesante campale "Superga" ed il 1º ottobre 1986, sciolta la Divisione "Mantova", fu posto alle dipendenze del Comando di Artiglieria del 5º Corpo d'Armata. Nell'ambito del riordinamento della Forza Armata, il gruppo dal 1º dicembre 1991 all'11 settembre 1992 fu inserito nel 5º reggimento artiglieria pesante campale, quindi, persa la propria autonomia, fu inquadrato quale I gruppo nel 5º reggimento artiglieria pesante campale "Superga", costituito in Udine il 12 settembre 1992. Il reggimento fu impiegato nell'operazione "Vespri Siciliani" con una batteria di formazione ceduta dal 15 ottobre al 5 dicembre alla Brigata "Pozzuolo del Friuli", dal 13 gennaio al 18 marzo 1994 al 4º reggimento genio, dall'8 dicembre 1994 al gennaio 1995 al 33º reggimento d'artiglieria.
Il 1º dicembre 2001, per effetto della trasformazione del 3º reggimento artiglieria pesante "Volturno", il 5º reggimento si ricostituì in Portogruaro (VE) assumendo la denominazione di 5º Reggimento artiglieria lanciarazzi “Superga” ed armato con il sistema MLRS, unico nel suo genere in Italia.

## Campagne di guerra e fatti d'arme

### Con la Regia Armata Sarda

#### Prima guerra d'Indipendenza (1848-49)
28 marzo 1848: l'Armata sarda passa il fiume Ticino
6-9 Aprile 1848: sul Mincio.
Dopo l'accordo di re Carlo Alberto col Governo Provvisorio di Milano, i reggimenti più vicini al confine lo passano il 25 marzo 1848 entrando in Milano per proseguire quasi subito per Treviglio e Brescia a rinforzo degli irregolari che si erano già messi all'inseguimento del maresciallo Radetzky. Con questi reggimenti, appartenenti alla 4ª divisione, il Piemonte reale Cavalleria entrò in Milano e fu il primo a varcare il confine con la prima batteria da battaglia. Il 7 aprile 1848, avendo re Carlo Alberto desistito dal pensiero di fare un colpo di mano sopra Mantova, le truppe sarde marciano per forzare la linea del Mincio. I'8 aprile 1848 l'artiglieria sarda a Goito apre il fuoco contro gli austriaci di Wohlgemuth. Prendono parte al combattimento le due batterie della Brigata Jaillett la 6ª e 8ª da battaglia. I primi colpi sono sparati da una sezione dell'8ª batteria comandata dal luogotenente Celestino Corte, per una singolare combinazione egli, che aveva tirato il primo colpo di cannone per l'indipendenza d'Italia, tirò pure gli ultimi, comandando, quale generale, l'artiglieria del corpo di Cadorna all'attacco di Roma aprendo la breccia di Porta Pia.
30 aprile 1848: Battaglia di Pastrengo
6 maggio 1848: Battaglia di Santa Lucia
18-30 maggio 1848: assedio e presa di Peschiera
30 maggio 1848: Battaglia di Goito
18 luglio 1848: Seconda battaglia di Governolo
22 luglio 1848: Battaglia di Rivoli
23 luglio 1848: Battaglia di Sona
24 luglio 1848: Fatti di Staffalo
25 luglio 1848: Battaglia di Custoza
26 luglio 1848: Fatti di Volta Mantovana
4 agosto 1848: Milano
21 marzo 1849: Battaglia della Sforzesca
23 marzo 1849: Battaglia di Novara

#### Crimea (1855-56)
Nel 1855, il Reggimento partecipò alla guerra di Crimea con sei delle sue diciotto batterie campali, venendo assegnate al Corpo di Spedizione le batterie campali 1ª, 4ª, 7ª, 10ª, 13ª e 16ª, al fianco dei Francesi e degli Inglesi contro i Russi, prendendo parte alla storica Battaglia della Cernaia (16 agosto 1855) per la liberazione di Sebastopoli. Le Batterie partite il 1 aprile 1855 rientrarono in Piemonte il 10 giugno 1856.
Comandante superiore d'artiglieria: colonnello cavaliere Leopoldo Valfrè
Capo di Stato Maggiore d'artiglieria: maggiore cav. Clemente Deleuse
Addetti: capitano Carlo Felice Albini, tenenti cav. Carlo Biandra, Angelo Rizzetti
1 Divisione, 2ª Brigata: 7ª Batteria, capitano Mella
3 Brigata, 10ª Batteria, capitano conte Emanuele Bertone di Sambuy
2 Divisione, 4ª Brigata: 13ª Batteria, capitano C. Ricotti Magnani
5ª Brigata: 16ª Batteria, capitano cav. Emilio Baudi di Vesme
1 Brigata di riserva: 1ª Batteria, capitano Emanuele Celesia; 4ª Batteria: capitano Alfredo Avogadro.

#### Seconda d'Indipendenza (1859)
Partecipò alle battaglie per la Seconda guerra d’indipendenza, iniziata il 26 aprile 1859, a Palestro, Magenta, San Martino e Peschiera e per la sua splendida condotta la Bandiera dell’Arma d’Artiglieria fu insignita della Medaglia d’oro al valor militare.
26 aprile 1859: inizio del conflitto
20 maggio 1859: Battaglia di Montebello
31-31 maggio 1859: Battaglia di Palestro
4 giugno 1859 Barraglia di Magenta
24 giugno 1859 Battaglia di Solferino

### Con il Regio Esercito Italiano
Il 5º Reggimento ha preso parte a tutte le successive guerre e campagne condotte dall’Esercito Italiano:
Guerre di indipendenza italiane
- Campagna del 1860-61, battaglie di Pesaro, Senigallia, Fano, [[Assedio di Ancona]] (settembre 1860) e di [[Assedio di Gaeta|Gaeta]] (settembre 1861). A Castelfidardo, per la bella condotta tenuta dalla 2ª batteria, la Bandiera di guerra del reggimento fu insignita della Medaglia di bronzo al valor militare (decreto del 3 ottobre 1860)
- Terza guerra d'Indipendenza (1866): [[Battaglia di Custoza|Custoza]], [[Battaglia di Condino|Condino]], [[Assedio del forte d'Ampola|Ampola]], [[Battaglia di Bezzecca|Bezzecca]]

Eritrea (1895-96): formò e mobilitò la 11ª batteria (Adua) ed inoltre concorse alla formazione di una batteria (2ª) ed inviò a corpi vari 13 ufficiali e 293 soldati
Libia (1911-12): concorse alla formazione di un comando di reggimento da campagna speciale e di due comandi di gruppi. Mobilitò le batterie 2ª e 6ª: Tripoli, Zanzur, Sidi Said, Derna, Sidi Bilal e Tecniz
Prima guerra mondiale (1915-1918):
- 1915: Altopiano dei Sette Comuni, Bosco del Sommo (5 ottobre)
- 1916: Sisemol, Soglio d'Astico, M. Mosciagh (14 maggio - 7 luglio), M. Cimone (25 settembre)
- 1917: M. Cimone, Altopiano di Asiago (novembre - dicembre)
- 1918: Battaglia del Piave, Val d'Astico (15 - 24 giugno)
- dal 24 ottobre 1919 al 21 gennaio 1920 l’8ª e la 10ª batteria passarono all’Esercito “dannunziano” e parteciparono alla Difesa di Fiume

Africa Orientale (1935-1936): mobilitò le batterie 7ª e 12ª insieme alla 14ª infermeria quadrupedi ed a quattro drappelli salmerie per servizi di sanità e partecipò all'offensiva sull'Adì-Abat e alla battaglia dello Scirè
Seconda guerra mondiale (1940-1943):
- 1940: inquadrato nella Divisione di fanteria “Superga”, impegnato sul fronte occidentale a Bardonecchia
- 1941: approntamento per l’operazione “C3” per l’occupazione di Malta
- 1942: il 3º gruppo inquadrato nella 21ª Divisione Fanteria "Granatieri di Sardegna" fu impiegato nella provincia di Lubiana
- 1942-1943: in Africa Settentrionale, Tunisia, sui principali campi di battaglia El Glib, Ousseltia, bir Holina e Zaghovan. Venne concessa alla Bandiera di Guerra la seconda Medaglia di bronzo al valor militare (decreto del Presidente della Repubblica del 15 marzo 1950)
- 1943: IV gruppo da 100/17 T. M.: Stagno (Livorno), 9 settembre

## Struttura
Attualmente il 5º Reggimento artiglieria terrestre "Superga" è così composto:
- Comando di reggimento
  - Batteria comando e supporto logistico
  - Batteria tiro e supporto tecnico
  - 1ª Batteria lanciarazzi
  - 2ª Batteria lanciarazzi
  - 3ª Batteria lanciarazzi

Ognuna delle tre batterie lanciarazzi è formata da due sezioni equipaggiate con tre sistemi M270A1 MLRS ciascuna, per un totale di 18 lanciatori.

## Ricompense alla Bandiera

### Al Valor Militare
Medaglia di Bronzo - Decreto 3 ottobre 1860.
Per la bella condotta tenuta a Castelfidardo - Castelfidardo, 18 settembre 1860. (Alla 2ª batteria).
Medaglia di Bronzo - Decreto 15 marzo 1950.
Antico Reggimento dell'Arma, fedele alle sue gloriosissime tradizioni, in sei mesi di aspra lotta combatté con valore, tenacia e perizia in intima fusione di spiriti ed armi coi Fanti della Divisione "Superga". Pur nell'avversa fortuna, lontano dal suolo della Patria tenne alto il nome dell'Artiglieria Italiana e si comportò bravamente sino al limite di ogni umano sacrificio. A.S., novembre 1942 - maggio 1943

### Al Valore dell’Esercito
Medaglia di Bronzo - Decreto 4 gennaio 1978.
Impegnato in operazioni di soccorso alle popolazioni del Friuli duramente colpite da un grave sisma, si prodigava tempestivamente, con fraterno slancio e non comune senso di abnegazione, nell'opera di rimozione delle macerie, di soccorso ai feriti e di aiuto ai sopravvissuti. L'impiego generoso di tutti gli uomini e di mezzi disponibili contribuiva validamente a rendere meno gravi le conseguenze dell'evento tellurico. Friuli, 6-15 maggio 1976.

## Decorati

### Medaglie d'Oro al Valor Militare
- Maggiore Alessandro Filippa: Monzambano 9 aprile 1848
- Luogotenente Giocchino Bellezza: S. Lucia 6 maggio 1848
- Luogotenente Prospero Balbo di Vinadio: Rivoli, Santa Giustina, Sona e Volta, 22 - 25 luglio 1848
- Luogotenente Ugo Bernardo: Staffalo, Custoza, Peschiera, Milano, 24 luglio - 4 agosto 1848
- Capitano Andrea Campana: Staffalo, Custoza, Peschiera, Milano, 24 luglio - 4 agosto 1848
- Capitano Placido Balegno Di Carpeneto: S. Martino, 24 giugno 1859
- Luogotenente Generale Leopoldo Valfrè di Bonzo: Messina 13 marzo 1861
- Capitano Roberto Perrone: Custoza 24 giugno 1848
- Maggiore Orazio Dogliotti: Ampola e Bezzecca, 19 e 21 luglio 1866
- Capitano Giuseppe Venanzio Olivieri: Bezzecca, 21 luglio 1866
- Emanuele Filiberto duca d’Aosta: 24 maggio 1915 – 4 novembre 1918
- Maggiore Gian Paolo Gamerra: Livorno, 9 settembre 1943

## Sedi
| anno      | Sedi               |
| 1850-1943 | Venaria Reale (TO) |
| 1947      | Albenga (SV)       |
| 1947-1953 | Palmanova (UD)     |
| 1954-2000 | Udine              |
| 2001      | Portogruaro (VE)   |